# Велика Комишуваха (річка)
Велика Комишуваха — річка у Оскільській сільській та Барвінківській міській громадах Ізюмського районау Харківської області, права притока Береки (басейн Сіверського Донця).

## Опис
Довжина річки 15  км., похил річки — 5,3 м/км. Формується з багатьох безіменних струмків та водойм. Площа басейну 229 км².

## Розташування
Велика Комишуваха бере початок на північно-східній околиці села Петропілля. Тече переважно на північний захід і на північно-західній околиці села Велика Комишуваха впадає у річку Береку, праву притоку каналу Дніпро — Донбас.
Населені пункти вздовж берегової смуги: Петропілля, Барабашівка, Велика Комишуваха.

## Притоки
- Яр Бузиний — ліва притока у Барвінківській громаді, впадає на південно-західній околиці села Велика Комишуваха[1]
- Балка Комишуваха - ліва притока.
- Балка Очеретна — ліва притока у Оскільській та Барвінківській громадах. Бере початок на сході від села Червоне, тече переважно на північ через село Карнаухівка і на півночі від нього впадає у Велику Комиуваху.[2]
  - Балка Мукащина — ліва притока Очеретної, впадає на півдні від села Карнаухівка[3]
  - Балка Берестова — ліва притока Очеретної, впадає на північно-західній околиці села Карнаухівка[4]
  - Балка Крута — ліва притока Очеретної, впадає на півночі від села Карнаухівка[5]
- Балка Суха — права притока у Оскільській та Барвінківській громадах. Бере початок на заході від села Копанки, тече переважно на захід і впадає у річку Велику Комишуваху на південно-східній околиці села Велика Комишуваха.[6]
- Яр Холодний — права притока у Оскільській та Барвінківській громадах. Бере початок у селі Андріївка, тече переважно на захід через село Барабашівка і впадає у річку Велику Комишуваху на північно-східній околиці села Велика Комишуваха.[7]
  - Балка Бузинна - ліва притока яру Холодного у Барвінківській громаді, впадає у селі Велика Комишуваха[8]